# 세계인 비하명칭
세계인 비하명칭은 세계인을 비하하는 명칭을 말한다. 인종차별로도 사용된다.

## 동아시아

### 한국인
- 조센징 ※ 대표적으로 일본에서 대한민국 사람을 비하하는 명칭이다.
- 춍 ※ 마찬가지로 일본에서 흔히 사용한다.
- 아파치 ※ 정확히는 일본에서 재일 한국인들을 비하할 때 사용한다고 하며, 부라쿠민에게도 사용되었다고 한다.

### 일본인
- 쪽발이 ※ 대표적으로 대한민국에서 일본 사람을 비하하는 명칭이다.
- 원숭이
- 왜구
- 왜놈

### 중국인
- 짱깨
- 되놈(뙤놈)

### 북한인
- 북괴 ※ '북한'과 '괴뢰'를 합친 비하 단어이다.
- Nork ※ 영미권에서 북한을 비하하는 명칭이다. Norks라고도 불린다.
- 빨갱이
- 북조센징 ※ '북한'과 일본에서 대한민국을 비하하는 멸칭인 '조센징'의 합성어로 신조어이다.

북한은 대한민국에서 부르는 명칭 자체로도 북한인들에게는 비하 명칭으로 인식된다고 한다.

## 북미

### 미국인
- 양키 (Yankee)

## 인종

### 흑인
- 니거/니가 (Nigger/Nigga), 네그로/니그로 (Negro) (영어권)
- 깜둥이/검둥이 (한국어권)

### 백인
- 그웨일로 (Gweilo)

홍콩의 소주 브랜드가 이 단어를 써서 곤혹을 치른 적 있다.

## 공통
- 괴뢰 ※ 대한민국과 북한에서 서로를 꼭두각시 같다는 것으로 비하할 때 사용한다.

## 같이 보기
- 인종차별